# Обухович, Михаил Леон
Михаил Леон Обухович (бел. Міхал Леан Абуховіч, ? — 22 октября 1668) — государственный деятель Великого княжества Литовского, дипломат и писатель-мемуарист. Ротмистр и полковник литовских войск, подкоморий мозырский и новогрудский, стражник великий литовский (1668). Участник войн Речи Посполитой с Русским государством (1654—1667) и Швецией (1655—1660).

## Биография
Представитель литовского дворянского рода Обуховичей герба «Ясенчик». Сын воеводы смоленского Филиппа Казимира Обуховича, брат Теодора Иеронима Обуховича.
Окончил философский факультет Вильнюсского университета. Служил при дворе короля польского и великого князя литовского Яна II Казимира Вазы. В 1650 году — королевский посланник в Москве. В 1651 году Михаил Обухович участвовал в походе литовского войска на Украину и в боях с восставшими казаками. В 1656 году принял участие в трехдневной битве со шведами под Варшавой. Во время русско-польской войны (1654—1667) Михаил Леон Обухович в 1660 году в Берестейском воеводстве попал в плен к русским, где провел два года. В 1662 году был освобожден в Смоленске при обмене пленными. После возвращения из плена Михаил Обухович вновь стал воевать против русских. В 1664 году участвовал в походе литовского войска на Брянщину.
В конце жизни получил должность стражника великого литовского (1668).
Автор двух «Диариушей», которые, помимо фактов жизни и политической истории, содержат зарисовки быта и являются ценным историческим источником.